# ファンシーラット
ファンシーラット（英: fancy rat）とは家畜化されたドブネズミであり、クマネズミ属のペットの中では最も一般的な種類である。「ファンシーラット」という名称は動物愛好（英: animal fancy）または英語の動詞fancyに由来する。日本人の多くが感じるネズミのイメージとは異なり、多彩な柄や色、表情やしぐさには感情や愛嬌がある。メスは毛並みや手触りは柔らかく、臭いも少ない。オスは毛種にもよるが毛は硬めであり、臭いは強い。
ファンシーラットの起源は18-19世紀のヨーロッパで行われていたブラッド・スポーツの標的である。この時期からファンシーラットはペット用として交配を重ねており、多様な毛色と毛質が存在する。
愛好家や小動物ブリーダー等によって交配、飼育されており、ペットとしてのラットはペットショップやイベント、ブリーダーによる直接販売などで売られている。
家畜化されたラットは生理学的に野生種とは異なり、飼い主に対する健康上のリスクは他の一般的なペットと変わらない。例えば、野生のドブネズミの個体群では接触することでサルモネラなどの病原体を家庭に持ち込んでしまう可能性があるが、家畜化したドブネズミでは病気の恐れはないと見做されている。ファンシーラットは野生種とは環境が異なる為多くの病気で野生種よりも罹患率が低い。ただし、野生種ではかかりにくい病気にかかる場合もある。
また、野生のドブネズミは獰猛とされるが、飼育されたラットにおいては人を恐れたり襲うような個体は比較的少ない。これは、家畜化の過程で能動的従順性を獲得していると考えられている。

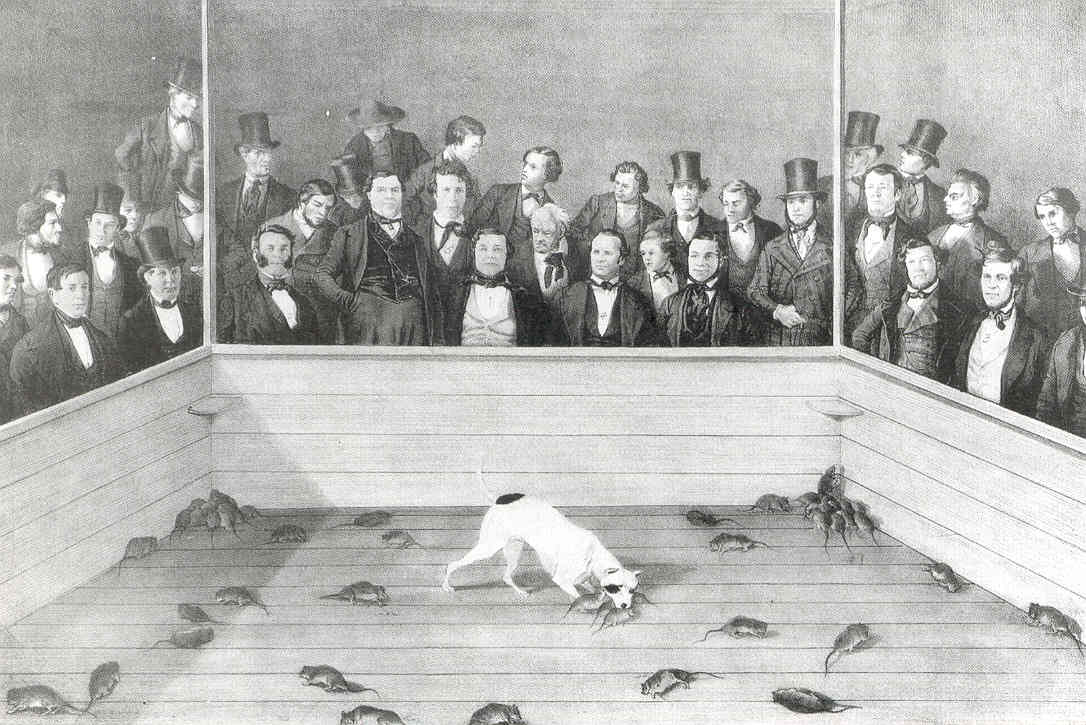
鼠いじめ

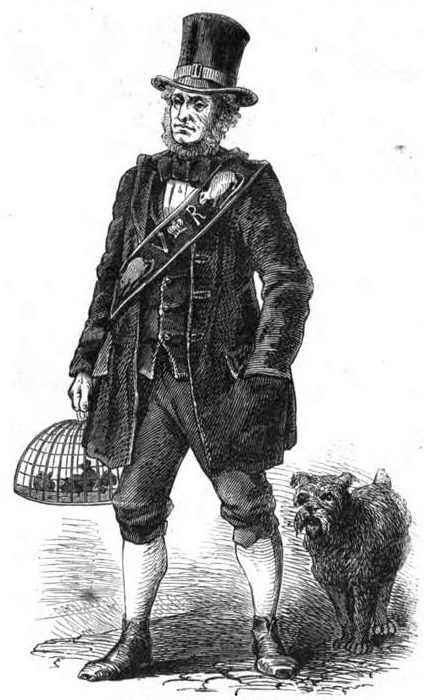
ジャック・ブラックはラットを捕らえるだけでなく鼠いじめ用に売ることで生計を立てていた。

現代のファンシーラットの起源は18、19世紀のヨーロッパでラットの捕獲をしていたネズミ捕り屋と共に始まった。彼らは捕まえたマウスを殺すこともあったが、ブラッド・スポーツ用に売る方が多かった。鼠いじめは20世紀初期まで人気のスポーツだった。このスポーツでは、ピット（囲い）の中をラットでいっぱいにしテリアが全てのラットを殺すのにどれだけ時間がかかるか賭けた。鼠いじめが流行っていた時期にネズミ捕り屋と参加者の両方が変わった色のラットを飼育し始め、最終的に交配してペットとして売るようになったと考えられている。ファンシーラットの基礎を形成したのはネズミ捕りのジャック・ブラックとロンドン最大の公営競技施設の1つを経営していたジミー・ショウの2人だったと考えられている。今日存在している多様な毛色の多くは、この2人が起源となっている。特にブラックは、珍しい色をした可愛いラットを飼い馴らし、リボンで飾り、ペットとして売ったことで知られていた。
ラット愛好が公的な体系化された趣味となったのは、1901年10月24日のことだった。イングランドにある町アイルズベリーで開催された品評会で、メアリー・ダグラスという名の女性が自身のペットであるラットを参加させたいとナショナル・マウス・クラブに許可を求めたのだ。彼女の黒と白のラットは最優秀賞を獲得し、その地域ではラットに関心が向けられるようになった。1921年にダグラスが亡くなった後、ラット愛好の流行は廃れ始めた。初期のラット愛好はナショナル・マウス・アンド・ラット・クラブの一部として公的には1912年から1929年または1931年まで続いたが、終了した時点で組織名から「ラット」が抜けて元の「ナショナル・マウス・クラブ」に戻った。1976年にイギリスのナショナルファンシーラット協会 (NFRS) が設立され、この趣味は復活した。今ではペットとしてのラットは店やブリーダーから購入することができ、世界にはいくつかのラット愛好家の団体が存在する。

## 野生のラットとの差異
家畜化されたラットはイヌとは異なり、野生種との分離が不十分であり別個の亜種として認定されてはいないが、最も明白な違いの一つは毛色である。野生では無作為な色の突然変異が起きることがあるが、稀にしか発生しない。ほとんどの野生のR. norvegicusは暗褐色（アグーチ色）だが、一方飼育されたラットは選択的交配により#品種で後述するようにホワイト、シナモン、クリーム、ココア、ベージュ、ブルーなどの毛色が存在する。
また違いの一つに、ペットのラットは野生種と比べると穏やかで行動がおとなしい。個体の性格、血筋や飼育環境にもよるが、飼い主に威嚇したり怒って噛みつくこともまず少ない。人間に慣れている個体であれば、手を犬のようにしきりに舐めたり、毛づくろいをしてお返ししたり、撫でる様催促をしたり、歯ぎしりや目を振動させリラックスしていることを表現する。人間に登り肩の上でじっとしていたり、そばにいることを好み自由に歩き回っているときに飼い主を探すことが知られている。そして、光と音に対する反応が小さく、新しい食べ物に対して野生種ほど慎重でなく、過密状態への耐性が強くなっている。また、より早期に、より容易に交配し、交配可能な年齢層が広いことが示されている。さらに、同種の個体同士で争うときにも野生種とは異なる行動を示す。野生種のラットは戦いに負けるとほとんどの場合逃げ出すが、ケージで飼育されているラットは腹を見せるかボクシングの姿勢をとるかして長時間を過ごす。これらの習性は遺伝ではなく環境に起因するものだと考えられている。だが、野生種のいくつかの個体が他よりも家畜化しやすいこと、これらの違いが子孫に受け継がれることには生物学的理由があることも確かであると理論づけられている（ロシアで家畜化されたアカギツネ参照）。
体の構造も野生のラットとは異なっている。ファンシーラットは野生種に比べて体が小さく、耳は大きく、尾は長い。また一般的に顔立ちがより鋭く小さい。
家畜化されたラットは野生種よりも寿命も長い。これは、捕食者から保護されており、食糧、水、隠れ家、医療措置を得やすいことから、平均寿命が１年に満たない野生種に対し、ペットでは約2年から3年になる。だが、野生種の方が実験室で使われるラットよりも脳、心臓、肝臓、腎臓、副腎が大きい。また健康上の問題も異なる。

## 社会的行動

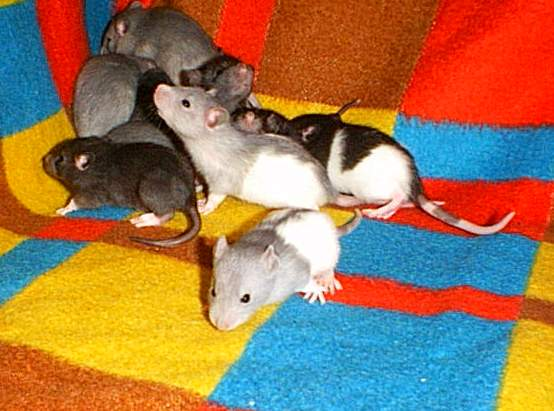
約3週齢のファンシーラット

ラットは非常に社会性のある動物であり、環境エンリッチメントを考慮して多頭飼育が推奨されている。ただし、高齢のオス個体や深刻な問題行動がある場合はその限りではない。。多頭飼育のより良い方法は、同腹同性のラットを複数匹で飼い始めることだ。最初にアルファラットが決まるまでは出血をしない程度の喧嘩が続くが、アルファラットが決まると喧嘩の頻度は落ちる。
同腹同姓ではないラット達を同居可能か確認するには複数の安全対策をとる必要がある。新しいラットを導入する手法の1つに、元からいたラットも慣れていない中立的な場所で飼うことで、縄張り行動を起こさせない方法がある。この時、喧嘩が発生しても止めることが出来る準備も必要である。
ラットがどちらも若いとき、一般的には6ヶ月未満のときには簡単に導入できる。一番難しいのはオスの大人のラット同士の場合である。成人したオス、特に既にアルファが確立されている場合は新しい仲間を受け入れにくい。
ラットは病気の個体に対し世話や手助けと見られる行動を取ることがある。また、同居していたラットがいなくなった後、落ち込むように反応や行動が鈍くなる場合もある。

## 品種

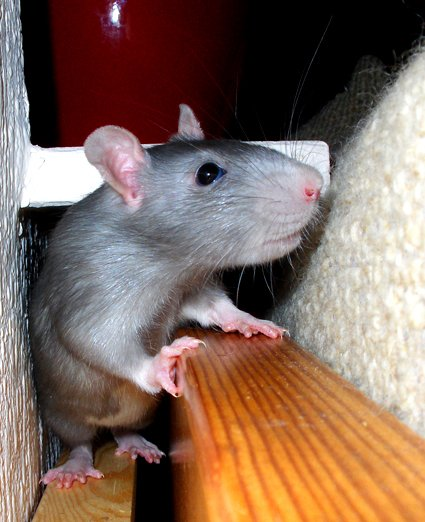
標準的な毛色の1つであるアメリカンブルー。

他のペットとして飼育されている種と同様に、野生ではみられない多様な毛色、毛皮（コート）や他の特徴がある。個々のラットは色、コート、模様、非標準的な体型によって分類することができる。そのため、「ルビーアイ・シナモン・レックス・ダンボ」のような非常に詳細な分類も可能である。

### 毛色
一部のファンシーラットは、野生のドブネズミの色であるアグーチ色（同じ毛が3色に分かれている、野鼠色）のままだが、黒色の毛皮のラットに由来する形質として、毛の色が分かれておらず一色のラットもいる。
ブリーダーや個人により呼び方は様々だが、主に以下のような種類がある。

#### アグーチ由来
- アグーチ：野生色。1本の毛が黒、茶色、グレーなど3色に分かれている。
- チョコレートアグーチ：アグーチ似ているが、より茶色い。
- シナモン：アグーチより明るく優しい、赤みのある茶色。
- フォーン：トパーズとも呼ばれる。鮮やで美しいオレンジ色。
- アンバー：アージェントとも呼ばれる。フォーンよりも明るく黄色い。淡く美しいクリーム色。
- ブルーアグーチ：ブルーと茶色の中間色でブルーより緑味のあるグレーに見える。
- パール：ホワイトに近くうっすらシルバーの毛がある。

#### 黒色由来
- ブラック：全身ツヤのある、赤みのない黒。
- チョコレート：ブラックに似ているが、比べると違いがわかる焦げ茶色。
- ココア：チョコレートよりも淡く、シナモンよりも色あせた茶色。
- ミンク：チョコレートよりも明るくココアより暗いが深みのあるグレーに近い焦茶色。
- ライラック：紫味のある薄い灰色。
- ベージュ：フォーンよりも色褪せた薄い茶色。
- シャンパン：ベージュよりも薄く白に近い。

#### ブルー
- ロシアンブルー：濃い灰色。
- ブルー：グレーとも言われる灰色。標準的なブルー。
- スカイブルー：ブルーより明るく、パウダーブルーより濃い。
- パウダーブルー：スカイブルーより淡い。
- シルバー：パウダーブルーより白に近いアイスブルー。
- プラチナ：ほとんど白に近く薄ら青みがある。

#### 白色
- ピンクアイドホワイト：赤目のアルビノ個体。
- ブラックアイドホワイト：黒目の白毛。

他にも「ハバナ」「ダウ」「ブルーベージュ」「シナモンパール」「チンチラ」「リンクス」など様々な毛色がある。
色名は定義の曖昧な品種に変わることもある。基準の解釈は国やクラブによって違い、国内やクラブ内でも統一されていないこともある。

### 目色
眼の色はラットの色の下位分類だと考えられており、毛皮の色の定義にはしばしば標準的な眼の色が含まれている。これは、眼の色を制御する多くの遺伝子は毛皮の色にも影響し、逆もまた同様であるからだ。アメリカ・ファンシーラット・マウス協会 (AFRMA) は確認されたラットの種類に基づき、眼の色の一覧表に「ブラック(黒目)」「ピンク(赤目)」「ルビー(葡萄目)」「オッドアイ（左右の眼の色が異なる）を記載している 。「ルビー」は一見すると黒く見えるが、近くで見ると深い暗い赤に見える眼を表す。

### 模様

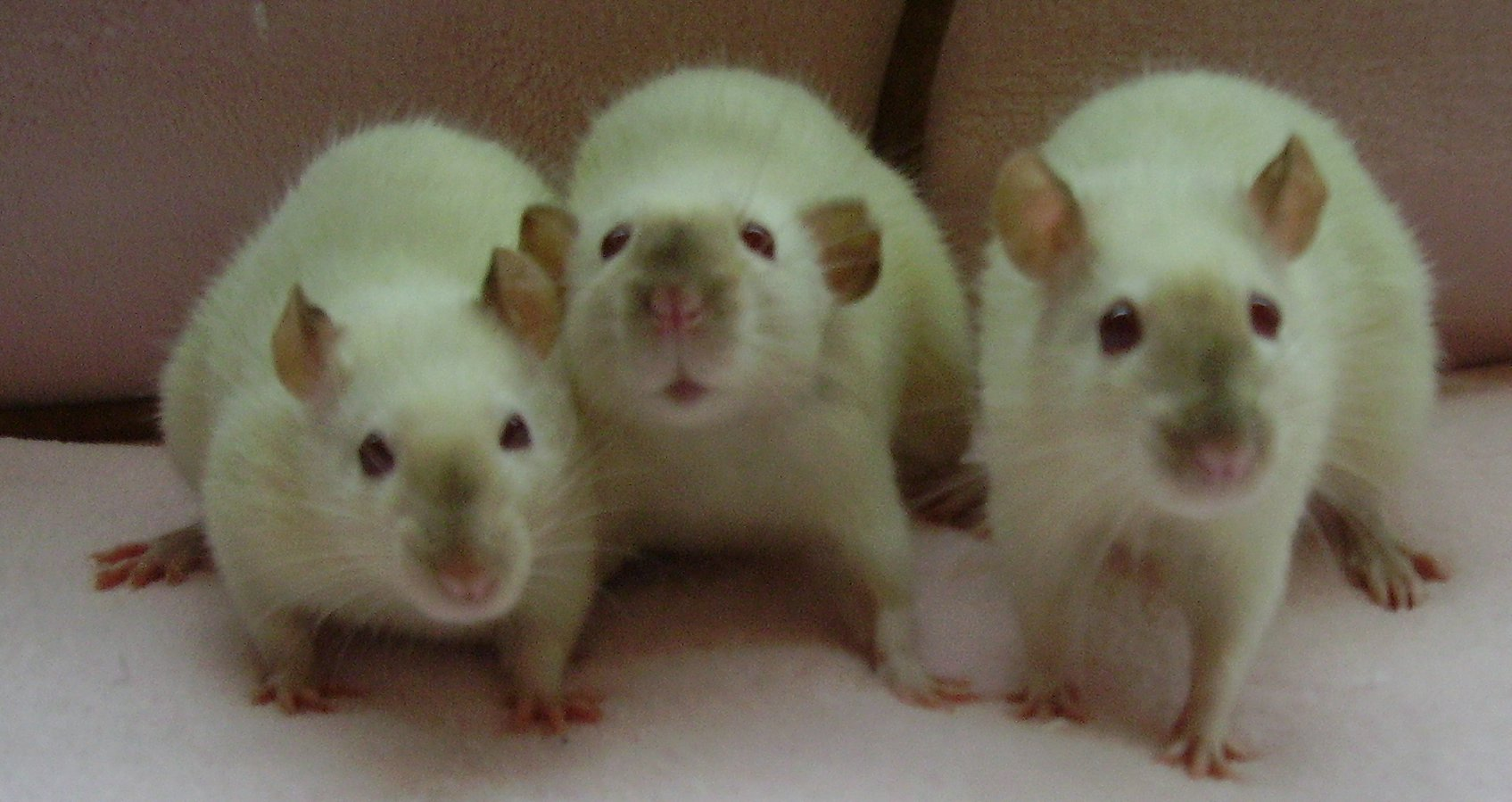
ヒマラヤンラットは独特な色をしており、模様に個体差がある。

ファンシーラットの品種はさらに多様な模様の違いによっても分類される。ペットのラットには様々な色や模様の組み合わせがある。模様は一般的に模様の形と、有色の毛と白色の毛の比率で分けられる。2つの正反対な特徴として、「セルフ」（白い毛がない）と「ヒマラヤン」（ネコの品種であるヒマラヤンのように、鼻と足にポイントと呼ばれる有色の部分があり、それ以外は完全に白い）がある。
品評会にファンシーラットを出すために、模様は詳細な専門用語によって厳密に基準が決められている。しかし、多くの飼育されているラットは色の標準に従って厳密に交配されている訳ではない。ペットショップのラットの多くは公的な交配の展望からみれば「ミスマーキング」であり、ラット愛好団体が定めた規格に合わない模様の品種として定義される。
一般的に認められているのは以下のとおりである。
- バークシャー：背部が有色で腹部が白色。
- フーディッド：鞍型の模様。有色部が分かれておらず、頭部全体から背骨まで、一部の個体では尾まで色がついている[23]。
- キャップ：頭全体だけが有色。
- ブレイズ：有色部が頭部（キャップ）か胴体（アイリッシュ、バークシャー、セルフ）であり、顔全体にわたり白い三角の楔状の模様がある。
- バリゲイテット（まだら、多様な）：毛皮の模様が変わっているミスマッチなもの。フーディッドの模様が分かれたりスポットが入ったもの、ブレイズの形が崩れたものなど。
- アイリッシュ（イングリッシュ・アイリッシュ）：イングランドでは、胸部に白い正三角形の模様があり前足全体と後ろ足の半分が白いものとNFRSが定義している[25]。アメリカ合衆国や他の地域では、AFRMAなどのクラブによって前述の模様は「イングリッシュ・アイリッシュ」として区別されており、「アイリッシュ」は腹側が一様に、もしくは左右対称な形で白くなっているラットとして規定されている[21][26]。

他にも、「ハチワレ」、「ハスキー」（ハスキー犬のようなハチワレ模様で背部に色があり、成長するにつれ退色する）、「ベアバック」、「スポット」、「ダルメシアン」（犬のダルメシアンから命名）、「エセックス」、「マスクド」、「ストライプ」、「サイアミーズ」（一般的にはシャム猫（英：Siamese cat）のように尾と鼻が暗い色で体の色にグラデーションがかかっているもの）、ダウンアンダー（オーストラリアの品種で腹と背に同じ形の縞か模様があるもの）がある。

### 体形

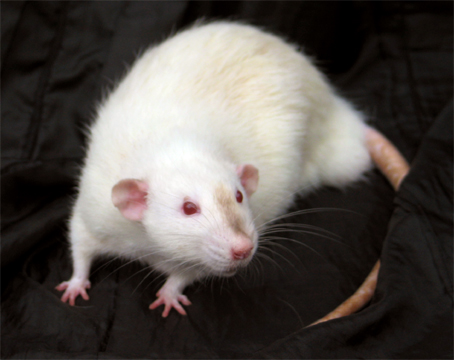
オスのダンボラット。耳の位置が低い品種。

選択的交配によって生じたラットの身体的変化として最も一般的で主要なものに、「マンクスラット」と「ダンボラット」がある。「ダンボ」はアメリカ発祥で、頭部の横の低い位置に丸く大きな耳がついているのが特徴であり、フィクション作品に登場する象のダンボに似ていることから名付けられた。「マンクス」は遺伝子変異のため尾をもたないラットであり、ネコの品種で同じく尾をもたないマンクスの名前をとって命名されたが、 同じ変異をもっているとは限らない。「テールレス」とも呼ばれる。

### 毛皮（コート）
色や模様に比べるとコートは比較的多様性に乏しく、国際的な標準化がなされていないものもある。最も一般的な種類は「ノーマル」または「スタンダード」であり、これは性差による毛並のきめの粗さの違いを許容している。オスの毛皮はきめが粗く厚いが、メスの毛皮はオスに比べて柔らかくきめ細かい。他に標準的なコートの種類として、巻き毛で洞毛までカールしている「レッキス」、レッキスの毛が柔らかい変種の「ベルベティーン」、非常に柔らかくきめ細かい光沢のある毛皮の「サテン」または「シルキー」、細く長い直毛が特徴の「ハーレイ」がある。残りのコートの種類は毛によって定義されるのではなく、「ヘアレス」のように無毛であることにより定義されている。

#### ヘアレス・ラット

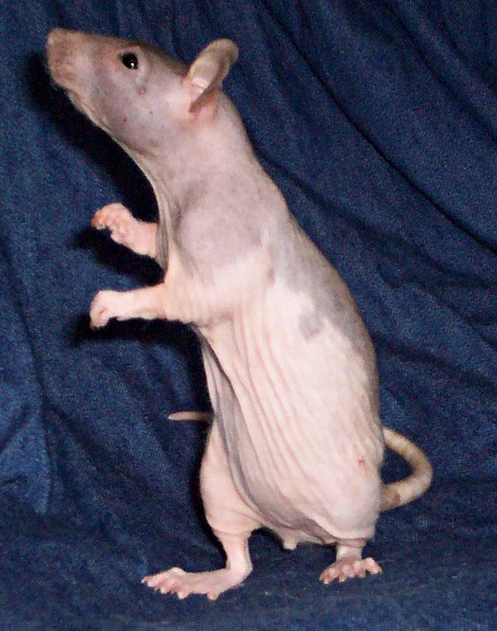
ヘアレス（無毛）のラット。色素沈着が見られることから「フーディッド」であることが分かる。

ヘアレス・ラットは無毛が特徴のコートの種類であり、無毛の程度は様々だ。スキニーラット、ヌードラットとも呼ばれる。ヘアレス・ラットは巻き毛のレッキスから交配され、非常に短い毛の生えた部分があるものから完全に無毛のものまでいる。ヘアレス・ラットは一般的に、レッキスの毛皮の原因となる異なる遺伝子を組み合わせて交配することで生まれる。レッキスは優性形質なので、レッキスの特徴である巻き毛の毛皮の子孫を作るには、片方の親がレッキスであればよい。だが、2匹のレッキスを交配してこの形質の遺伝子が2個存在する個体になると、毛皮に異なる影響が生じて無毛（ヘアレス）になり、口語で「ダブル・レックス」と呼ばれるようになる。また、無毛に近いラットの一種にパッチワーク・ラットがいる。これは常に毛を失い、生涯で数回異なる部分の毛が再生する。

### 選択的交配と倫理
ラット愛好家の中で、選択的交配について論争が起きている。特定の基準を満たすよう、もしくは新たな基準を作れるようにラットを交配することはラット愛好の基礎の大部分を占めている。他方で、このような交配は基準を満たさない多くのラットを生み、それらは逃がされ、食用として売られ、殺処分された。
また、無毛や無尾のラットを交配するのは倫理的に問題ないのかという懸念もある。尾はラットの平衡感覚と体温調整に必要だ。尾のないラットは熱中症、腸と膀胱の制御不良、高所からの落下、後肢の麻痺や巨大結腸症のような命に関わる骨盤付近の奇形のリスクが高い。同様に、ヘアレス・ラットは毛皮がなく傷と寒さへの対策が少ない。NFRSなどの団体はイベントでこれらの品種の展示と提携サービスを通じた広告を禁止している。

### 規制
R. norvegicus（ドブネズミ）およびその関連種は害獣とみなされており、これらを意図的に外国へ持ち込むことはしばしば規制の対象となる。例えば、オーストラリアでは外国の齧歯類の持ち込みは禁止されており（オーストラリアの侵略的外来種参照）、国外の系統とは分かれて国内のみで様々なコートや色の品種が交配されているが、一部の品種は国内では入手できなくなっている。例えば、「ヘアレス」と「ダンボ」はオーストラリア国内には存在しない。また、ラットがいないと考えられているカナダのアルバータ州のように、学校、研究所、動物園以外でファンシーラットを飼育するのは違法という地域もある。

## 健康

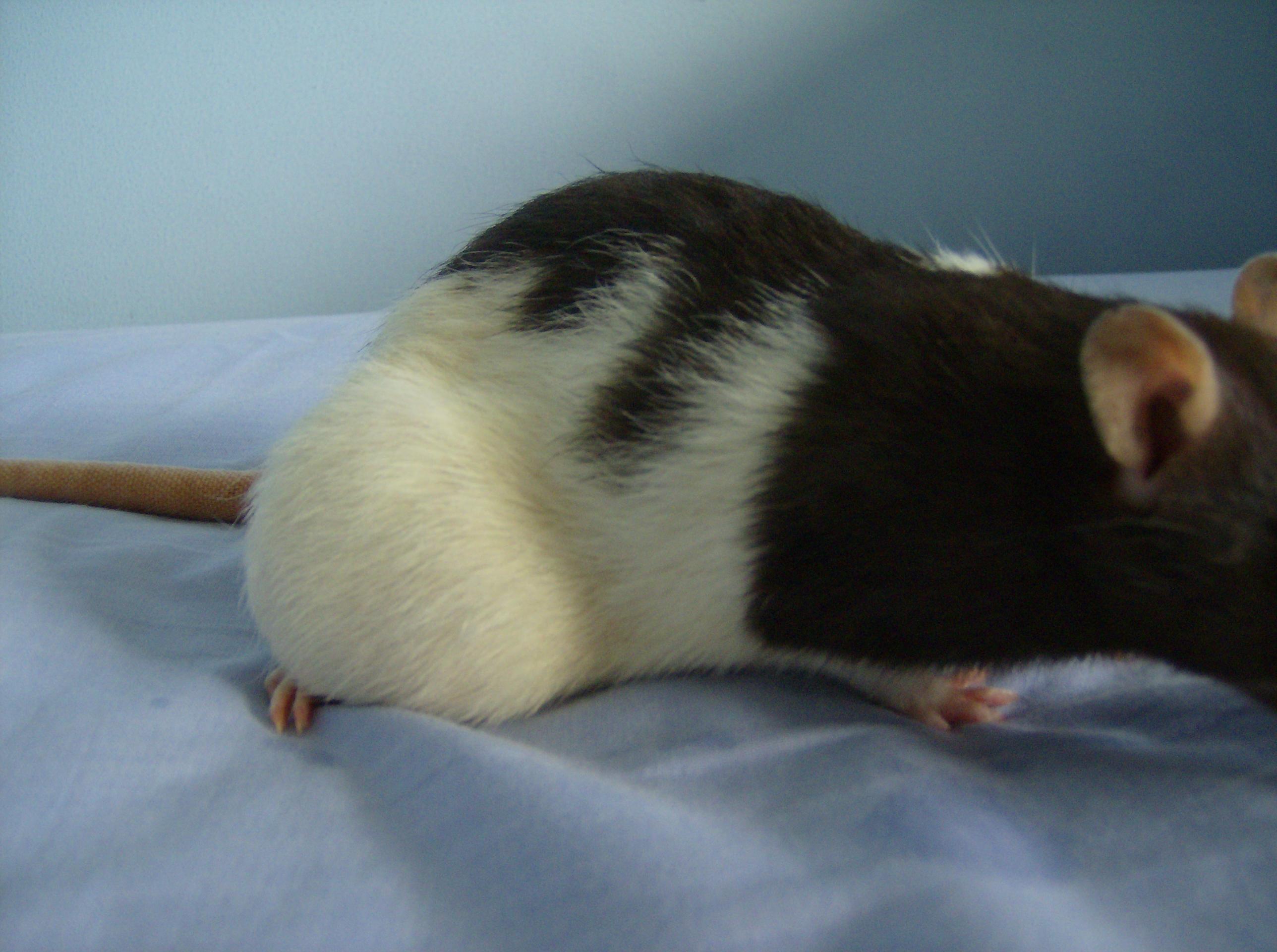
大きな腫瘍のあるラット。ファンシーラットでは一般的に、オスメスどちらでも老化すると乳腺腫瘍ができる。この腫瘍は普通は良性だが、多発性腫瘍は手術で除去しても残ってしまう。

飼育されているラットは一部の健康リスクや病気については野生種よりもなりやすい。しかし、野生で流行している一部の病気には非常にかかりにくい。なぜならば屋内でケージ等により飼育されている為であり、サルモネラや緑膿菌などの病原性バクテリアとの接触を回避できている為である。後者は処理された水には存在しないし、野生のネズミチフスや野生のラットに寄生するサナダムシ (Hymenolepiasis) などの感染拡大に必須であるゴキブリ、カブトムシ、ノミなどの媒介者との接触も少ないためである。。加えて、飼育されているラットは安定してバランスのよい食事をとることができ、医療処置を受けやすいという利点がある。
屋内での生活は一部の病気と接触するリスクを減少させる一方で、他のラットとの距離が近く、常に温度や湿度などの環境因子から適切な保護を得られる訳ではなく、不健康な餌を与えられ、不自然な生活習慣と本質的に関連するストレスがあり、これらは全てラットの健康に悪影響を与えて特定の状態に陥りやすくする可能性がある。特に、ティザー病、Giardia murisのような原生動物の感染症、仮性結核は普通ストレスのかかった、もしくは若いラットにみられる。加えて、ペットのラットは人獣共通感染症である肺炎レンサ球菌に曝される。ヒトに関連する真菌であり飼育動物のほとんどで発見されているPneumocystis cariniiはラットの免疫系が病気で弱くなっていない限りは無症状である。発症した場合は肺炎になりえる。
ラットコロナウイルス感染症 (RCI) 、センダイウイルス、マイコプラズマによる呼吸器疾患など、いくつかの病気は単純にその高い感染力とラットの実験室、ペットショップ、ブリーダーでの飼育方法により広がっている。だが、マイコプラズマによる呼吸器疾患は研究室飼育のラットではペットのラットに比べてはるかに少ないことも特筆すべきことだ。
ペットのラットに高カロリーの餌を与えると、下垂体腺腫を発症することがある。また、低湿または高温下ではリングテールを発症することがある。ブドウ球菌属は一般的に皮膚の表面に生息している真正細菌のグループであり、そのほとんどは良性であるが、社会性や序列に関わる闘いで負った切り傷やひっかき傷が感染経路となり潰瘍性皮膚炎を発症する可能性がある。
いくつかの証拠によれば、卵巣摘出されたメスのラットはそうでないラットに比べ胸腺と下垂体の腫瘍を発症しにくい。ラットの一般的な病気や健康問題を防ぐための研究が進められている。餌の改善はファンシーラットの健康と寿命を改善するための主な提案の1つであり、このような提案の中にはラットに適したスーパーフードを与えるというものもある。癌、心臓病、脳卒中のリスクを減らすために適度にスーパーフードを与えるという案だ。

### 飼い主のリスク
ラットをペットとして飼育していると、飼い主はラットから危険な病気を移されるだろうと汚名を着せられることがあるが、他のペット同様そのような心配はない。懸念の一つには、全てのラットはペスト菌の宿主だというものがあるが、実際にはR. norvegicusは脅威があると考えられている種のリストには記載されていない。2004年、アメリカ合衆国で発生したサルモネラの大流行はラットの飼い主らと関連していた。しかし、他の多くの人獣共通感染症と同様、ペットのラットの感染源となったのは一般的に飼い主の自宅に侵入した野生の齧歯類か、汚染された餌、水、敷き藁であることが確かめられた。
他のリスクとしては鼠咬症がある。ただし、日本では非常に稀である。鼠咬症の病原体は、モニリホルムレンサ桿菌及び鼠咬症スピリルムの２種類の細菌によるもので、これらの病原体は保菌者であるラットに噛まれたり引っかかれたりすることで感染する。特徴的な症状として、感染した部位の噛み傷やひっかき傷が腫れ、発熱、嘔吐、体の痛みが見られる
また、ラットは尿に含まれるα2グロブリンがアレルゲンとなる為、人間がアレルギーを発症させることがある。

## フィクション
フィクションにおいて、ラットはしばしば飼育された動物としてではなく、オオカミと仲良くなるキャラクターと同様、人に慣れた動物として描かれる。飼い馴らされたペットとして、ラットは悪役や不明瞭な役割、愛される役などとして描かれてきた
サマンサ・マーティン (Samantha Martin) は映画、コマーシャル、音楽ビデオ用の動物を扱うプロのトレーナーであり、彼の主張によるとラットは適応性、知能、集中力があるため最も訓練しやすい動物の1つだという。
スティーブン・ギルバートの短編小説『ラットマンズ・ノートブック』は1971年の映画『ウイラード』、1972年の映画『ベン』、2003年のリメイク版ウイラードの原作である。この作品では、主人公は自宅で見つかったラットと友情を結んで親しくなるが、悲劇的な結末を迎える。これらの映画は概してラットの一般的に認識されている悪質な部分（人や猫を殺し、食料雑貨店に大打撃を与えること）を強調しているが、他方で他の作品に登場するペットになった野生のラットは中立的ないし肯定的に描かれている。テレビドラマの『Dr.HOUSE』では、主人公ハウスが飼育しているラットのスティーブ・マックイーン (Steve McQueen, en:List of House characters#Minor characters参照) について短い特集を組んでいる。
『ティーンエイジ・ミュータント・ニンジャ・タートルズ』シリーズの多くの版では、主人公であるタートルズの師匠にして養父であるラットのスプリンターが登場する。スプリンターはかつて忍者ハマト・ヨシのペットであり、飼い主を真似ることで武術を学んでいた。
1996年のポイント・アンド・クリックアドベンチャー、『Phantasmagoria: A Puzzle of Flesh』では、主人公のカーティス・クレイグ (Curtis Craig) がブロブ (Blob) という名前のラットを飼育している。ブロブはゲーム中に何回も登場し、プレイヤーが必ず解かなければならない多くのパズルのうちの1つにも関与している。